# Susan Ruzenski
Susan Ruzenski ist eine US-amerikanische Funktionärin. Sie ist CEO der Non-Profit-Organisation Helen Keller Services (HKS). Als Produzentin des Films Feeling Through wurde sie bei der Oscarverleihung 2021 für einen Oscar in der Kategorie Bester Kurzfilm nominiert.

## Leben
Ruzenski studierte Special Education am Dowling College und machte 1985 ihren Master in Taubstummenpädagogik an der New York University. 2019 erhielt sie einen Doktortitel vom Teachers College der Columbia University in Erwachsenenpädagogik.
Sie arbeitete 35 Jahre in diversen leitenden Funktionen am Helen Keller National Center for Deaf-Blind Youths and Adults (HKNC), dem größten Zentrum für Taubblinde in den Vereinigten Staaten. Im Oktober 2014 wurde sie Exekutivdirektorin. Am 1. Oktober 2020 wurde sie zum kommissarischen CEO des HKS ernannt, das aus Helen Keller Services for the Blind (HKSB) und dem HKNC besteht. Die Ernennung zum CEO erfolgte am 1. Februar 2021.

## Feeling Through
Doug Rolands Kurzfilm Feeling Through behandelt die Begegnung eines jungen Obdachlosen mit einem taubblinden Mann. Der knapp zwanzigminütige Film entstand mit Hilfe des HKS. Für das HKS übernahm Sue Ruzenski die Produzentenrolle und vermittelte auch den Schauspieler Robert Tarango, den ersten taubblinden Hauptdarsteller eines Films. Der Film wurde  bei der Oscarverleihung 2021 für einen Oscar in der Kategorie Bester Kurzfilm nominiert.